# Клопотовский, Игнатий
Игна́тий Клопото́вский (пол. Ignacy Kłopotowski, 20 июля 1866, Дрохичин, Польша — 7 сентября 1931, Варшава, Польша) — блаженный Римско-Католической Церкви, священник, основатель католической женской монашеской конгрегации «Сёстры Пресвятой Девы Марии Лоретанской».

## Биография
Окончил гимназию в Седльце. В 1883 году он поступил в Высшую духовную семинарию в Люблине. На четвёртом году обучения в семинарии был переведён для дальнейшего обучения в семинарию в Санкт-Петербурге, которую окончил с научной степенью магистр богословия. 5 июля 1891 года был рукоположён в священника в Люблине епископом Франциском Ячевским. После рукоположения исполнял обязанности викария в католическом приходе Обращения святого Павла в Люблине. В 1892 году служил капелланом в госпитале. С 1893 года в течение четырнадцати лет занимался преподавательской деятельностью в люблинской семинарии. Одновременно служил викарием в люблинском соборе и ректором церкви святого Станислава. В это же время начинает заниматься социальной деятельностью, основывая ремесленную школу, приют для женщин, пожилых людей и детей.
Издавал различные религиозно-патриотические периодические издания «Поляк-католик», ежедневник «Посев», «Голос священника».
В 1913 году был назначен викарием в приход св. Анна. В 1919 году стал настоятелем прихода Божьей Матери Лоретанской при церкви св. Флориана в Варшаве. 31 июля 1920 основал женскую монашескую конгрегацию «Сёстры Пресвятой Девы Марии Лоретанской», целью которой стало распространение Евангелия через печатное слово. В 1928 году основал Лоретто — колонию для бедных детей.
Умер 7 сентября 1931 года. Согласно его воле тело было захоронено на кладбище в основанной им колонии Лоретто. В 2000 году прах Игнатия Клопотовского был перенесён в часовню женской конгергации «Сёстры Божьей Матери Лоретанской».

## Прославление
Процесс причисления Игнатия Клопотовского к лику блаженных начался в 1988 году. В декабре 2004 года был оглашён декрет о героических добродетелях Игнатия Клопотовского. 19 июня 2005 года он был причислен к лику блаженных.
День памяти — 7 сентября.